# لیدی دیمیترسک
آلچینا دیمیترِسک (オルチーナ・ドミトレスク Oruchīna Domitoresuku) که بیش‌تر به نام لیدی دیمیترسک (انگلیسی: Lady Dimitrescu) شناخته می‌شود، یک شخصیت خیالی در بازی ویدیویی ترس و بقا رزیدنت ایول روستا از کپ‌کام در سال ۲۰۲۱ است. وی یکی از چهره‌های بزرگ خصمانه دهکده است و به عنوان یک زن نجیب غول‌پیکر با صفت‌های شبیه به خون‌آشام که با سه دخترش در قلعه دیمیترسک اقامت دارد، به تصویر کشیده شده‌است. پناهگاه او در مجاورت دهکده رومانیایی که توسط قهرمان داستان ایتن وینترز روبرو شده‌است، قرار دارد. دیمیترسک در کنار سه رهبر جهش‌یافته تحت نظارت یک رهبر عالی‌قدر معروف به مادر میراندا دهکده را اداره می‌کند.